# Sorihuela del Guadalimar
Sorihuela del Guadalimar település Spanyolországban, Jaén tartományban. Sorihuela del Guadalimar Chiclana de Segura, Beas de Segura, Villanueva del Arzobispo, Castellar és Hornos községekkel határos. Lakosainak száma 1034 fő (2024).

## Népesség
A település népessége az elmúlt években az alábbi módon változott:
| Lakosok száma | 1301 | 1256 | 1234 | 1333 | 1342 | 1298 | 1157 | 1100 | 1053 | 1034 |
|               | 2001 | 2004 | 2007 | 2009 | 2012 | 2014 | 2017 | 2019 | 2022 | 2024 |